# Wissam Ben Yedder
Wissam Ben Yedder -  em árabe, وسام بن يدر (Sarcelles, 12 de agosto de 1990) é um futebolista francês que atua como atacante. Atualmente joga no Sepahan, do Irã.
Ben Yedder ficou marcado por ser o principal goleador de diversos clubes que passou durante a carreira. Em campo, o atleta conseguiu figurar no top 10 de maiores artilheiros da história do Toulouse, Sevilla e Monaco.
Em sua passagem por esses dois últimos clubes, o jogador ficou também marcado por problemas judiciais. Na Espanha, foi condenado a seis meses de prisão por delitos fiscais, mas teve a pena suspensa mediante a não reincidência do crime. Já em 2024, quando havia terminado o seu contrato com o Monaco, o jogador foi considerado culpado pelos crimes de agressão sexual e tentativa de estupro. Wissam foi condenado a dois anos de prisão, mas novamente teve a pena suspensa podendo ser preso apenas em caso de descumprimento de leis francesas.

## Carreira
Wissam Ben Yedder é de origem tunisiana, crescendo em Sarcelles, foi revelado pelo UJA Alfortville onde atuou até 2010.

### Toulouse
Ao chegar no Toulouse, Ben não demorou a se destacar. Logo em sua segunda temporada, pela Ligue 1, o jogador tratou de balançar as redes em 15 oportunidades em 34 partidas.
Na sequência das temporadas no clube francês, Ben participava diretamente de diversos tentos, sendo o principal atacante da equipe durante suas 6 temporadas com o clube. Após fazer 174 jogos, com 71 gols, o jogador deixou a equipe sem obter título algum.
Em termos de números individuais, Ben Yedder terminou sua passagem como o terceiro maior artilheiro da história do Toulouse.
Ainda que tenha deixado o clube em 2016, a torcida do Toulouse ainda o apoiava mesmo quando ele jogou contra o time em oportunidades futuras. Wissam devolveu o agradecimento dos torcedores em certo momento.
| “ | Eu não esperava a bandeira dos torcedores. Isso me emocionou. Isso aqueceu meu coração. Toulouse é meu primeiro clube. A recepção que recebi foi fantástica. Queria prestar-lhes homenagem. Não queria comemorar meus gols por respeito. | ” |
| — Ben Yedder so jogar contra o Toulouse. A torcida estendeu uma faixa nas arquibancadas que o chamava de "príncipe". | |   |

### Sevilla

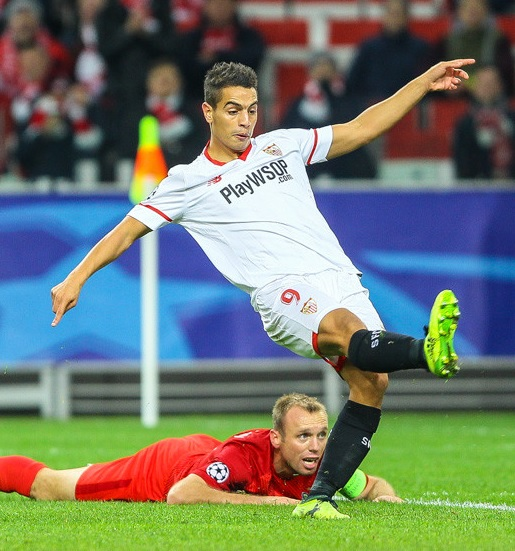
Ben Yedder em 2017

Assinou com o Sevilla durante a temporada 2016–17 e continuou sua fase artilheira. Na sua primeira temporada, o atleta fizera 5 gols na Copa do Rei e foi o artilheiro da competição.
Nas demais temporadas, Yedder performou números próximos ao de sua passagem pelo seu clube anterior. Ele havia 70 gols em 138 partidas e conquistou espaço entre os 10 maiores artilheiros da equipe, mas saiu do futebol espanhol sem conquistar nenhum título em 3 temporadas.

### Monaco

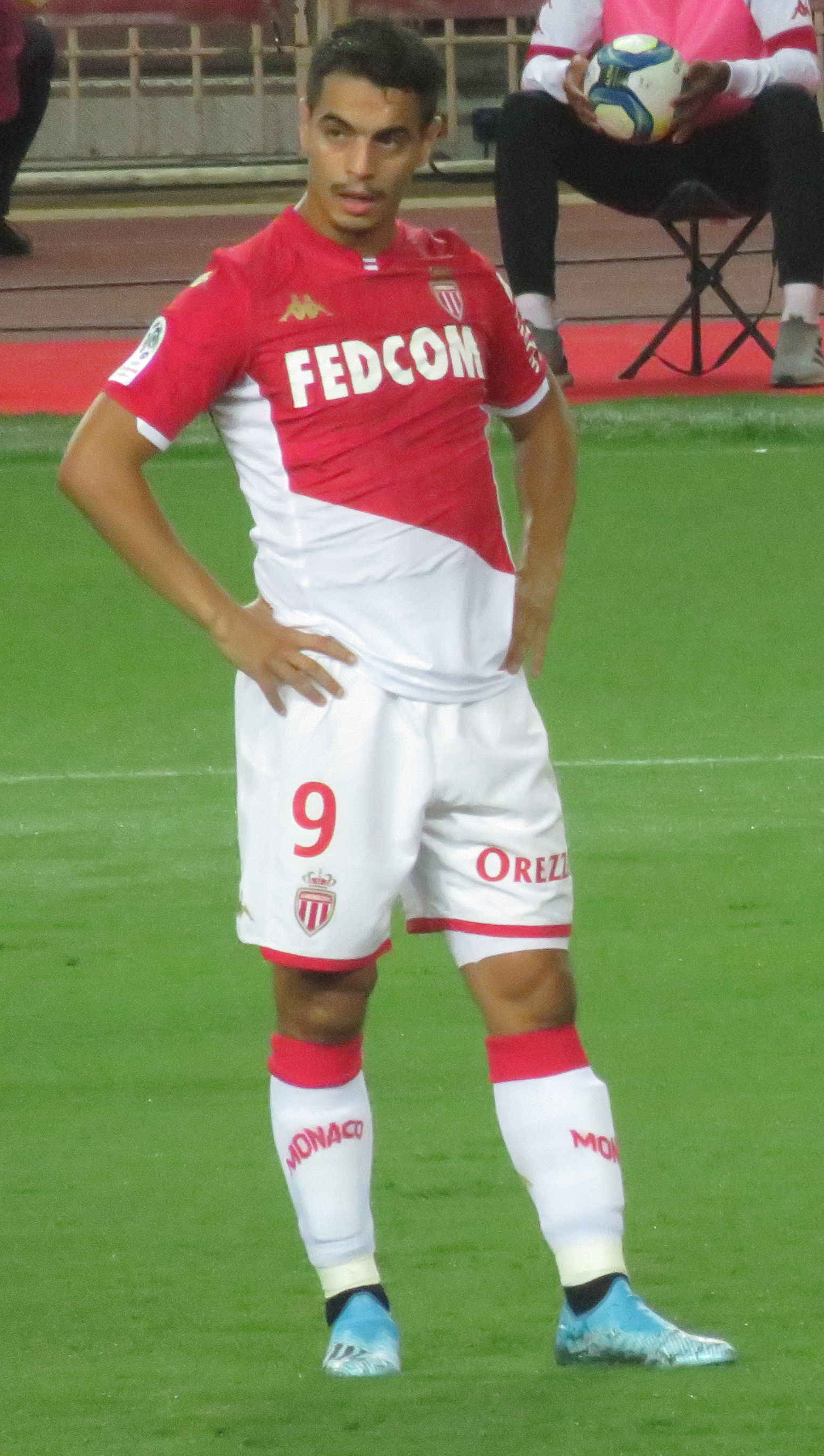
Ben Yedder pelo AS Monaco

Em seu retorno ao futebol francês na temporada 2019–20, o jogador conquistara seu primeiro título individual em solo francês. Em tal temporada, o atleta marcou 18 gols na Ligue 1 e tornou-se o artilheiro da liga naquela temporada, empatado com Kylian Mbappé.
No quesito artilharia, o jogador também alcançou um ranking muito alto na equipe. Em 2022, o atleta havia se consolidado como um dos 10 maiores artilheiros da história do Monaco.
Em 2024, o atleta buscava consolidar-se como o segundo maior artilheiro do time. Contra o Le Havre, na 20ª rodada da Ligue 1, Wissam chegou a marca de 113 bolas na rede pelo clube e precisava apenas de mais dois gols para empatar com Lucien Cossou, o vice-artilheiro histórico do Monaco. Contudo, pelos próximos jogos, o atacante viveu uma seca de gols que durou mais de dois meses.
Ben Yedder conseguiu empatar com Cossou na rodada 31 do Campeonato Francês. Ele marcou dois gols diante o Lyon e, no jogo seguinte, marcou novamente um doblete, isolando-se na posição de segundo maior artilheiro da histórica do Monaco. Seu último tento aconteceu na 34ª rodada, diante o Nantes.
O contrato do atacante iria se encerrar ao final daquela mesma temporada, e o atleta não tinha demonstrado interesse de renovar com o clube francês para estender o seu vínculo. Com isso, equipes da Ásia e da América buscaram obter o jogador ainda em janeiro de 2024, mas o capitão do time decidiu que só iria selar seu destino após o último jogo da época.
Após a última rodada da Ligue 1, o francês decidiu que deixaria a equipe que ele defendeu por 201 jogos. O atacante fizera 118 gols, consolidou-se como o segundo maior artilheiro da história do time, mas saiu do país sem conquistar nenhum troféu coletivo.

### Sepahan
No dia primeiro de abril de 2025, mesmo após ter sido condenado por agressão sexual em Mónaco, assinou com o Sepahan Sport Club, da Liga Iraniana de Futebol.

## Vida Pessoal
O ano de 2023 foi um momento muito intenso para Yedder. Em abril, o atleta foi condenado a seis meses de prisão por conta de delitos fiscais. A pena é relativa ao período que o atleta atuou no futebol espanhol. O francês defendeu a camisa do Sevilla entre 2016 e 2019, quando omitiu parte do valor que recebia do clube. Wissam também foi condenado a pagar uma multa de aproximadamente 133 mil euros.
Apesar da sentença, o tribunal divulgou que a condenação ficará suspensa por um período de dois anos, no qual o jogador não poderá cometer infrações fiscais. A defesa de Yedder alcançou um acordo com a justiça e concordou com a pena.
Em agosto do mesmo ano, Ben foi acusado de estupro, tentativa de estupro e agressão sexual por duas mulheres. O crime supostamente teria sido cometido por ele e seu irmão mais novo. O jogador francês foi colocado sob controle judiciário e lhe foi pedido o pagamento de uma multa de 900 mil euros.
Em 12 de novembro de 2024, o jogador e seu irmão foram julgados e considerados culpados pelos crimes de tentativa de estupro e agressão sexual contra duas mulheres de 19 e 20 anos. Wissam foi condenado a dois anos de prisão suspensa, sendo preso somente caso descumpra as leis francesas. O Ministério Público chegou a solicitar a prisão preventiva de Ben Yedder e tentou recorrer da primeira decisão judicial que o liberou. No entanto, o jogador foi submetido a rígidas restrições, sendo proibido de deixar a região dos Alpes-Marítimos, sair entre 20h e 6h, frequentar estabelecimentos que vendam bebidas alcoólicas e discotecas, além de entrar em contato com a vítima. Ele também foi obrigado a realizar tratamento médico duas vezes por semana.

## Seleção

#### França Sub-21
Wissam começou sua carreira na seleção enquanto atuou pela França Sub-21 no ano de 2012. Todavia, saiu dessa categoria no mesmo ano.

### Seleção Francesa
Sua estreia na Seleção Francesa só aconteceu em março de 2018, meses antes da Copa do Mundo. Na partida em questão, Wissam entrou em campo no amistoso perdido diante a Colômbia por 3 a 2.
Após isso, o jogador só retornou à Seleção em 2019. Ele marcou seu primeiro gol nas Eliminatórias para Euro de 2020, quando acertou um chute advento de um cruzamento de Kylian Mbappé.
Ben Yedder conseguiu estar presente na Euro de 2020, quando a França foi eliminada pela Suíça, e também esteve na conquista da Liga das Nações da UEFA, cujos jogos finais ocorreram em 2021, mas não chegou a entrar em campo em nenhuma dessas competições.
Com isso, o atleta, novamente, não esteve convocado para Disputa da Copa do Mundo e revelou um desapontamento por conta disso, já que sequer havia sido chamado para a mesma competição no ano de 2018 (que culminou no título francês).
| “ | (Wissam Ben Yedder) ficou desapontado. Mas ele não é uma criança. Ele tem experiência. Ele sabia que essa era uma possibilidade. Obviamente não é o melhor para ele, mas tem estado bem nos treinos e não sabemos o que ainda pode acontecer. | ” |
| — Philippe Clement, técnico de Wissam na época, sobre a ausência de seu jogador na Copa do Mundo de 2022. | |   |

A última vez que Ben Yedder entrou em campo pela Seleção foi em 6 de junho de 2022, quando deu uma assistência para Adrien Rabiot abrir o placar contra a Croácia na Liga das Nações da UEFA de 2022–23.

## Títulos

#### Seleção francesa
- Liga das Nações da UEFA: 2020–21

### Prêmios individuais
- Jogador do mês da Ligue 1: dezembro de 2019, janeiro de 2022
- Equipe do Ano da Ligue 1: 2021–22

### Artilharias
- Copa do Rei: 2016–17 (5 gols)
- Ligue 1 de 2019–20 (18 gols)
- Copa da França de 2021–22 (5 gols)